# Kentarō Haneda
Kentarō Haneda (japanska: 羽田 健太郎 Haneda Kentarō), född 12 januari 1949 i Tokyo, död 2 juni 2007 i Tokyo, var en japansk pianist och kompositör. Haneda har skrivit mycket musik till olika animer och tv-spel. Han var även känd under artistnamnet Haneken.
Haneda är mest känd för att ha skapa musiken till Wizardy-spelen och tv-serien Super Dimension Fortress Macross.